# Az NCIS szereplői
Az itt látható listán azok a szereplők láthatóak, akik az NCIS című amerikai sorozatban szerepelnek.

## Főszereplők

### Gibbs különleges ügynök
Gibbs a csapat vezetője, közvetlenül az igazgatónak tesz jelentést. Magánélete nem téma, és sajátos megoldásokat alkalmaz a siker érdekében. Gibbs nem tanít, mégis sokat tanulnak tőle az alá beosztott emberek. Rendkívül bosszúálló típus.
Magyar hangja: Csernák János (JAG); Mihályi Győző.

### DiNozzo nagyon különleges ügynök
DiNozzo a csapat rangidős ügynöke, ha Gibbs nem elérhető, ő a vezető. Szereti a filmeket, ezért sok ügyet a filmekhez hasonlít. Gibbs mellett ő a másik szereplő, aki a sorozat elejétől máig szerepel.
Magyar hangja: Damu Roland (1x01-7x22); Schmied Zoltán (7x23-).

### Todd különleges ügynök
Kate eredetileg az elnök testőre volt, majd miután onnan kilépett, Gibbs felvette őt a csapatába. Abby-vel jó volt a kapcsolata, és gyakran kérdőjelezte meg egy-egy ügynök fennhatóságát. A második évad végén Ari Haswari megöli őt.
Magyar hangja: Balázs Ági.

### Abigail Sciuto
A törvényszéki tudományokhoz köthető bűnügyekkel szemben már-már vallásos buzgalmat mutat. Hisz az ufók létezésében. Mindenkivel jól kijön, különösen Gibbs-szel.
Magyar hangja: Solecki Janka (JAG); Böhm Anita.

### Timothy McGee különleges ügynök
Eredetileg komputertechnikusként alkalmazták az NCIS-nél, s alkalmanként segítette Gibbst és csapatát a számítástechnikával kapcsolatos feladatokkal. Később Gibbs indítványozására csatlakozott a csapathoz.
Magyar hangja: Kapácsy Miklós.

### Ziva David összekötő tiszt
Ziva izraeli születésű, a Moszad ügynöke, Ari Haswari terrorista féltestvére. Amikor választania kell, lelövi Arit, megmentve ezzel Gibbs életét. Ziva, félvén apja bosszújától, kérvényezi felvételét az NCIS-hez mint Mossad összekötő tiszt. Ziva feltétlen hűséget mutat az NCIS igazgatója, Jen felé, majd Vance és mindenkori partnere felé.
Magyar hangja: Pikali Gerda.

### Eleanor "Ellie" Bishop különleges ügynök
Korábbi NSA elemző, aki Ziva távozása után kerül az NCIS-hez, miután ragyogó elemzői munkájával sikerül elfogni és ártalmatlanítani egy kőrözött terroristát. Korábban már pályázott az NCIS-hez, de miután akkor nem vették fel az NSA-nél lett elemző, amíg Gibbsék nem kérték a segítségét, hogy aztán hozzájuk kerüljön. Oklahomából való és férjezett. 
Magyar hangja: Mezei Kitty

### Dr. Donald "Ducky" Mallard
Az NCIS brit orvosi fővizsgálója, aki gyakran elkíséri Gibbs csapatát a tettek helyszínére a holttestek és testrészek begyűjtésére. Szokása, hogy beszél a hullákhoz boncolás közben, és hajlamos a túlzó megvilágításra velük kapcsolatban.
Magyar hangja: Szokolay Ottó

### Dr. James „Jimmy” Palmer
Ducky asszisztense a második évadtól. Ő az egyetlen a csapatból, aki végighallgatja a történeteit, sőt, még érdekesnek is találja azokat. Kissé ügyefogyott figura, de alapvetően mindenki kedveli. Hosszú ideig tetszett neki Abby, valahányszor találkoztak, megszólalni is alig bírt az idegességtől. Később azonban Lee különleges ügynökkel kerül tartós kapcsolatba. Ezután megismer egy Brina nevű nőt, akitől születik egy Victoria nevű lánya.
Magyar hangja: Láng Balázs.

### Jennifer "Jen" Shepard igazgató
Gibbs képezte ki mint különleges ügynököt. Büszke, hogy nőként eljutott az igazgatói székig, hiányzik neki a kinti munka, ezért sokszor követi figyelemmel a nyomozásokat, vagy pisztolyt fog és csatlakozik a csapathoz. Később életét veszti egy támadásban.
Magyar hangja: Kubik Anna.

### Leon Vance igazgató
Shepard igazgató halála után őt nevezik ki az NCIS igazgatójává. A belépője nem sikerül túl jól, mert elsőnek feloszlatja Gibbs csapatát, amit csak később sikerül újra egyesíteni. Gibbsszel már korábbról ismerik egymást, baráti a viszonyuk, de a munkájuk és beosztásuk miatt olykor nézeteltérésbe keverednek, de mindig igyekszik figyelembe venni Gibbs javaslatait. Idővel a csapat többi tagjával is enyhül a viszonya, különösen azután, hogy a feleségét egy támadásban elveszíti, amely támadásban Ziva apja is halálos sérülést szerez, ezután kénytelen egyedül nevelni a két lányát. 
Magyar hangja: Háda János

## Visszatérő szereplők
Dr. Gerald JacksonDucky korábbi asszisztense. Miután Ari Haswari meglőtte a vállát, a rehabilitáció miatt ideiglenesen otthagyta az NCIS-t, de végül sosem tért vissza munkájához. A harmadik évad első két részében vendégszerepel, ezután végleg kiírták a sorozatból.
Paula Cassidy különleges ügynökAz NCIS-nél dolgozik különleges ügynökként, néhány ügyben közösen dolgozik Gibbs csapatával. Tonyval különösen jól kijön, a fiú minden alkalommal flörtöl vele, de egyikük sem veszi komolyan a dolgot. Amikor egy öngyilkos merénylő végez a csapatával, önmagát hibáztatja. Végül a gyilkos keresése közben ő maga is életét veszti. Tonyt nagyon megrázzák a történtek.
Mike FranksGibbs volt partnere. Nyugdíjba vonult, miután csalódott feletteseiben, jelenleg Mexikóban él elzártan egy tengerparti házban. Mindazonáltal habozás nélkül Washingtonba utazik, amikor Gibbs-nek segítségre van szüksége. Ezután visszavonul önkéntes és szeretett száműzetésébe, de többször is visszatér. Fia egy katona, aki életét veszti, majd ezután kiderül, hogy egy menyet és egy unokát hagyott hátra, akik Franks-szel élnek. Egy mexikói kartell feje, akinek apját Gibbs ölte meg, levágatja az ujját, amikor elfogják őt, de végül sikerül elmenekülnie. A 8. évad végén megöli őt a "Kikötői Gyilkos" azaz Jones Cubb, aki után Gibbs és csapata nyomoz.
Ari HaswariA Moszad beépített ügynöke az Al-Kaidához. Valójában, amiért csalódott az apjában, az Al-Kaidának dolgozik. Veszélyes játékot űz az ügynökségek között egyensúlyozva, többször is ujjat húz az NCIS-szel: először túszul ejti Ducky-t, Kate-et és Geraldot, akinek meglövi a vállát; nem sokkal később elrabolja Kate-et. Gibbs cserébe meglövi Ari vállát, aki természetesen nem hagyja annyiban a dolgot. Lelövi Kate-et, majd megpróbálja Abbyt és Jent is megölni. Gibbs utána megy, hogy bosszút álljon. Végül féltestvére, Ziva öli meg, megmentve Gibbs életét.
Tobias FornellAz FBI vezető ügynöke, aki szintén baráti viszonyban van Gibbsszel, főleg miután elvette annak exnejét, majd ő is elvált tőle. Egy lánya van.
Eli DavidZiva és Ari Haswari apja, a Moszad igazgatója. Zivával nem túl jó a viszonyuk, később meghal, amikor egy támadásban lelövik Vance igazgató házában, mikor nála vendégeskedik.
Abigail BorinA parti őrség különleges ügynöke, aki határsértési ügyek során szokott együtt dolgozni az NCIS-szel.
Jackson 'Jack' GibbsGibbs apja, fiatal korában ő is volt katona, a második világháború alatt vadászpilóta volt. Később vegyesboltot üzemeltetett a kisvárosban, ahol Gibbs is felnőtt. Az őt alakító idős színész halála miatt a karakter a sorozatban is elhalálozik.